# Форселлес, Виктор Эдуардович
Виктор Эдуардович Форсе́ллес (Фирсов)  (1857—1913) — русский писатель, драматург, переводчик и журналист. Внес большой вклад в ознакомление русского читателя с творчеством скандинавских и финских писателей.

## Жизнь и творчество
Родился в семье русского военного (впоследствии генерал-лейтенант) Эдуарда Форселлеса, который происходил из шведского дворянского рода. Мать: Ольга Ивановна (урожденная фон Брандт, 1824—1908), уроженка г. Динабурга, Лифляндия. Оба родителя были лютеранского вероисповедания. Виктор был третьим ребёнком в семье (помимо него были ещё два сына и три дочери). Детство и часть своей взрослой жизни прожил в г. Гельсинфорсе. Однако, детали и обстоятельства жизни и творчества не установлены.
В 1870-х-1880-х годах проживал в городе Таре Тобольской губернии. Был землевладельцем.
В конце 1890-х годов дружил с писателем Н. И. Позняковым.